# La Feixeta (Serradell)
La Feixeta és un paratge del terme municipal de Conca de Dalt, a l'antic terme de Toralla i Serradell, al Pallars Jussà, en territori que havia estat del poble de Serradell.
Està situat al nord de Serradell, a l'extrem sud-occidental del Serrat del Ban, damunt i a llevant de la llau de la Font, damunt d'Espluguell i de l'Espluga Llonga.